# Vasily Ivanovich Chuikov
Vasily Ivanovich Chuikov (tiếng Nga: Васи́лий Ива́нович Чуйко́в) (sinh ngày 12 tháng 2 năm 1900, mất ngày 18 tháng 3 năm 1982) là một vị tướng nổi tiếng của Hồng quân Liên Xô trong Chiến tranh thế giới thứ hai. Chuikov là một trong những chỉ huy chính của Hồng quân trong thắng lợi của Liên Xô tại Trận Stalingrad, ông đã hai lần được phong danh hiệu Anh hùng Liên bang Xô viết và sau chiến tranh đã được thăng cấp đến Nguyên soái Liên Xô.

## Tiểu sử
Vasiliy Chuikov sinh năm 1900 trong một gia đình nông ở làng Serebryanye Prudy vùng Tula phía nam Moskva.

## Sự nghiệp
Chuikov tham gia Hồng Vệ Binh từ năm 1917 và Hồng quân từ năm 1918. Tháng 10/1918 ông làm đại đội phó trong Phương diện quân phía Nam chống lại Bạch vệ. Đến mùa xuân năm 1919, ông làm Trung đoàn trưởng Trung đoàn 40 trong Tập đoàn quân số 5 do Mikhail Nikolayevich Tukhachevsky chỉ huy chiến đấu với Bạch vệ ở Kolchak, Sibir.
Từ năm 1921 đến 1925, ông học ở Học viện Lục quân Frunze.
Chuikov đã chỉ huy Tập đoàn quân số 4 của Hồng quân trong Chiến tranh Liên Xô - Ba Lan, sau đó là chỉ huy Tập đoàn quân số 9 trong Chiến tranh Liên Xô-Phần Lan (1940). Sau đó được cử sang Trung Quốc để làm cố vấn cho Tưởng Giới Thạch.

### Chiến tranh thế giới thứ hai
Tháng 5 năm 1942 ông được gọi trở về chỉ huy Tập đoàn quân 64 của Hồng quân đang đóng ở bờ Tây Sông Đông. Lúc này tình hình mặt trận Stalingrad ngày càng bất lợi cho Hồng quân khi 80 sư đoàn quân Đức Quốc xã và đồng minh phe Trục tấn công mãnh liệt và ép tuyến phòng ngự Liên Xô về phía Sông Volga. Tập đoàn quân 64 của Chuikov là một trong những lực lượng dự bị được điều động bổ sung cho tuyến phòng thủ thành phố. Sau một thời gian ngắn, Chuikov được giao chỉ huy Tập đoàn quân 62 lúc này đang nằm ở vị trí trọng yếu hơn cả khi chịu áp lực trực tiếp mạnh nhất của quân Đức, đặc biệt là của Tập đoàn quân dã chiến 16. 

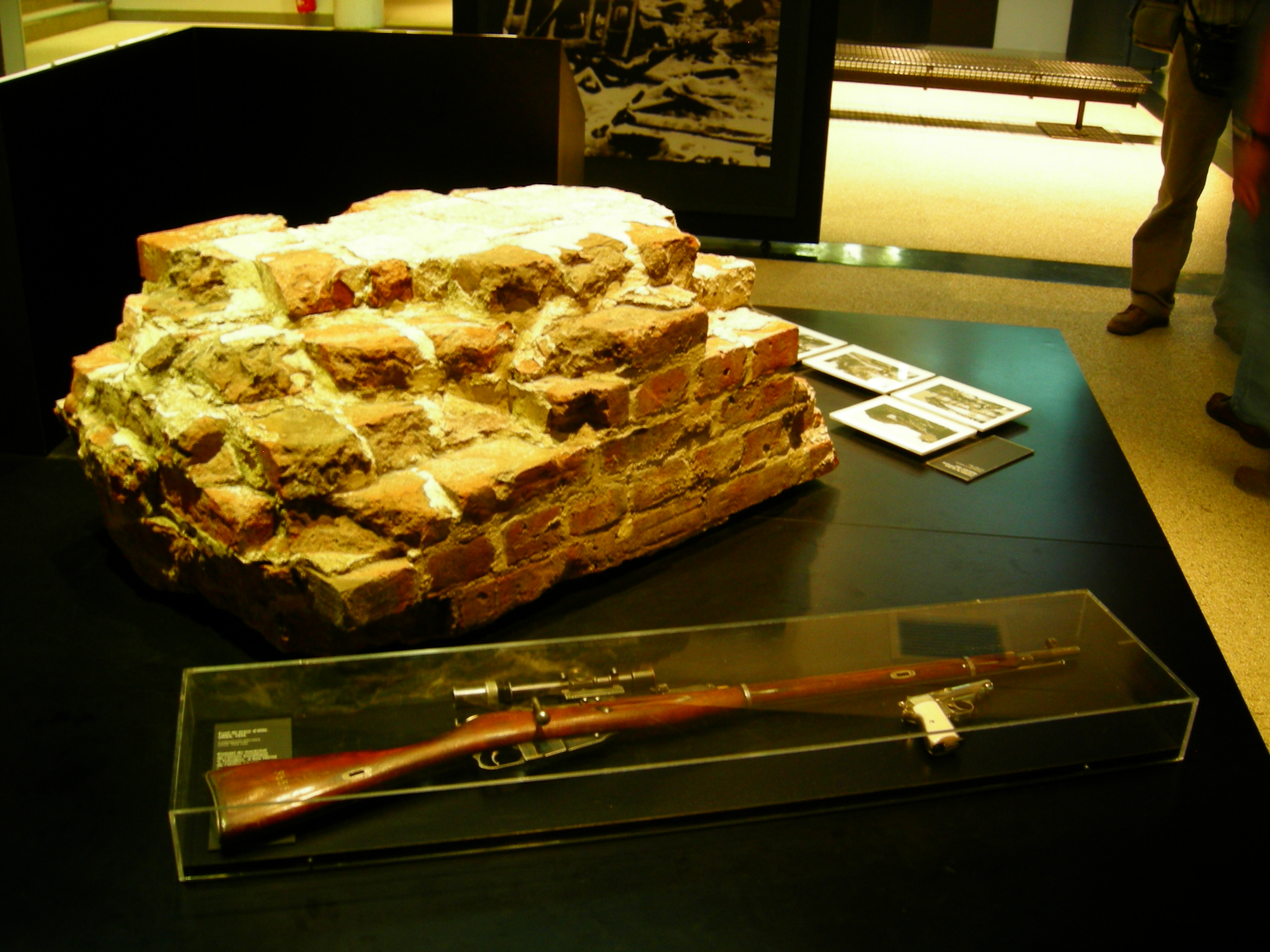
Khẩu súng lục của tướng Chuikov dùng trong Trận Stalingrad bên cạnh một khẩu súng trường thuộc đơn vị lính bắn tỉa nổi tiếng của ông

Ngày 23 tháng 8, Tập đoàn quân 62 bị cắt đứt khỏi khối quân chủ lực Liên Xô và lâm vào tình thế gần như tuyệt vọng trong tình thế bị tấn công cả trước mặt và sau lưng bởi Tập đoàn quân số 6 Đức Quốc xã, Không quân Đức cũng liên tục ném bom hủy diệt thành phố. Tuy vậy Chuikov và các chiến sĩ của mình vẫn chiến đấu ngoan cường trong thành phố với sự giúp đỡ của người dân Stalingrad, cả công nhân và phụ nữ cũng cầm súng chiến đấu, họ tận dụng mọi ngôi nhà còn đứng vững sau những trận không kích để làm công sự. Tuy quân Đức tiến công cũng rất mãnh liệt và dũng cảm nhưng họ không thể chiếm được thành phố trước sức kháng cự kiên cường của Tập đoàn quân 62 do trung tướng Chuikov chỉ huy, khẩu hiệu của các chiến sĩ Hồng quân là "Không lùi một bước!". Từ tập đoàn quân này đã xuất hiện nhiều gương mặt Anh hùng Liên Xô nổi tiếng như Vasily Zaytsev, chiến sĩ bắn tỉa thuộc Sư đoàn lính bắn tỉa số 13.
Sau chiến thắng Stalingrad, Tập đoàn quân 62 được vinh dự mang tên Tập đoàn quân Cận vệ số 8 và vẫn do Chuikov chỉ huy. Tập đoàn quân này đã tham gia vào Chiến dịch Berlin, 1945 trong thành phần Phương diện quân Belorussia số 1. Tập đoàn quân của Chuikov nổi tiếng với việc tiến quân rất nhanh qua Ba Lan mặc dù gặp nhiều khó khăn về địa hình.

### Sau chiến tranh

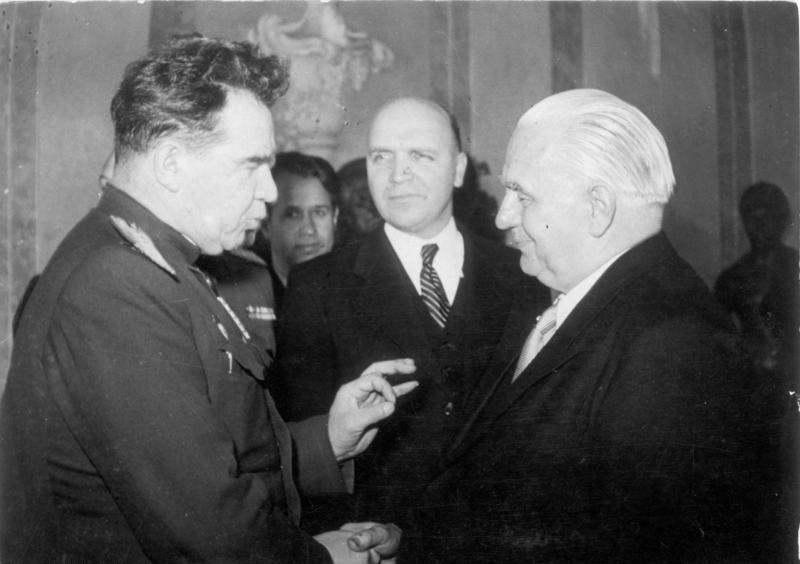
Nguyên soái V. I. Chuikov và Chủ tịch DDR Wilheim Pieck

Sau khi quân Đức đầu hàng, Chuikov ở lại Đức và giữ cương vị Tư lệnh các lực lượng Liên Xô tại Đức từ năm 1949 đến năm 1953. Tiếp đó, ông được cử làm Tư lệnh Quân khu Kiev và được phong hàm Nguyên soái Liên Xô ngày 11 tháng 3 năm 1955. Từ năm 1960 đến năm 1964 Chuikov là Tư lệnh Bộ binh Hồng quân. Ông nghỉ hưu năm 1972.
Vasily Chuikov là cố vấn chính cho việc xây dựng Khu tưởng niệm chiến thắng Stalingrad tại đồi Mamayev Kurgan. Sau khi ông mất ngày 18 tháng 3 năm 1982, Chuikov đã được chôn cất tại đây và ông là Nguyên soái Liên Xô đầu tiên được chôn cất ngoài Moskva.

### Cấp bậc
- Đại tá (1936)
- Lữ đoàn trưởng (17/2/1938);
- Sư đoàn trưởng (23/7/1938);
- Tư lệnh quân đoàn (9/2/1939);
- Trung tướng (4/6/1940);
- Thượng tướng (27/10/1943);
- Đại tướng (12/11/1948);
- Nguyên soái Liên Xô (11/3/1955).

## Vinh danh

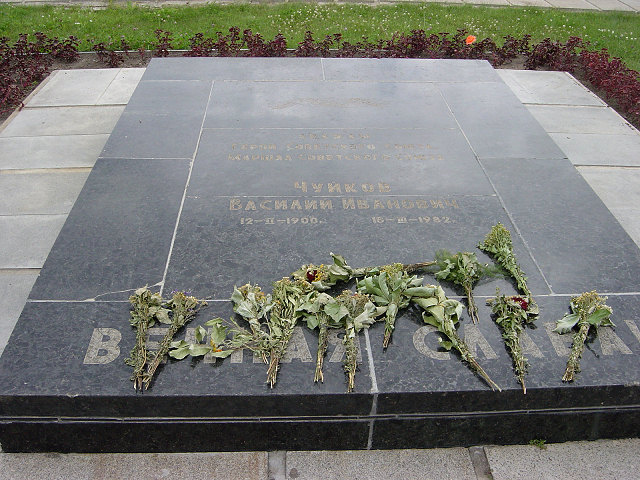
Mộ nguyên soái V. I. Chuikov trên đồi Mamayev ở Volgagrad

Vasily Chuikov đã hai lần được phong danh hiệu Anh hùng Liên bang Xô viết vào các năm 1944 và 1945, ngoài ra ông còn được tặng thưởng nhiều loại huân, huy chương khác.